# Elektrodynamika klasyczna
Elektrodynamika klasyczna – dział fizyki zajmujący się własnościami i oddziaływaniem obiektów naładowanych, oraz opisem towarzyszących temu zjawisk, z pominięciem efektów kwantowych. Elektrodynamika klasyczna opisuje aspekty klasyczne jednego z czterech podstawowych oddziaływań przyrody – oddziaływań elektromagnetycznych. Podstawowymi pojęciami elektrodynamiki klasycznej są pole elektryczne, pole magnetyczne, ładunek elektryczny, oraz prąd elektryczny. Podstawę teorii tworzą równania Maxwella (James Clerk Maxwell) i zasada zachowania ładunku. Z tych praw można wyprowadzić równanie falowe, prawo Biota-Savarta i inne. Symetria równań Maxwella opisana przez transformacje Lorentza oraz nieudane próby (eksperyment Michelsona-Morleya) wykrycia ruchu względem eteru (klasycznego nośnika fali elektromagnetycznej) doprowadziły do zmiany koncepcji czasu i przestrzeni w szczególnej teorii względności i wyłonienie się koncepcji czasoprzestrzeni Minkowskiego. Niemożność wytłumaczenia przez elektrodynamikę klasyczną promieniowania ciała doskonale czarnego oraz zjawiska fotoelektrycznego doprowadziła do powstania mechaniki kwantowej.
Naładowaną elektrycznie materię opisuje rozkład ładunku elektrycznego {\displaystyle \rho _{e}} i płynący prąd elektryczny {\displaystyle \mathbf {j} .} Są to źródła pola elektromagnetycznego {\displaystyle (\mathbf {E} ,\mathbf {H} )} lub {\displaystyle \mathbf {D} =\varepsilon \varepsilon _{0}\mathbf {E} ,} {\displaystyle \mathbf {B} =\mu \mu _{0}\mathbf {H} .} Związki między nimi opisują równania Maxwella:
| Elektrostatyka                                      | Magnetostatyka                                          | Przybliżenie kwazistacjonarne                                                           | Równania Maxwella                                                                                   |
| --------------------------------------------------- | ------------------------------------------------------- | --------------------------------------------------------------------------------------- | --------------------------------------------------------------------------------------------------- |
| {\displaystyle \nabla \times \mathbf {E} =0}        | –                                                       | {\displaystyle \nabla \times \mathbf {E} =-{\frac {\partial \mathbf {B} }{\partial t}}} | {\displaystyle \nabla \times \mathbf {E} =-{\frac {\partial \mathbf {B} }{\partial t}}}             |
| {\displaystyle \nabla \cdot \mathbf {D} =\rho _{e}} | –                                                       | {\displaystyle \nabla \cdot \mathbf {D} =\rho _{e}}                                     | {\displaystyle \nabla \cdot \mathbf {D} =\rho _{e}}                                                 |
| –                                                   | {\displaystyle \nabla \times \mathbf {H} =\mathbf {j} } | {\displaystyle \nabla \times \mathbf {H} =\mathbf {j} }                                 | {\displaystyle \nabla \times \mathbf {H} =\mathbf {j} +{\frac {\partial \mathbf {D} }{\partial t}}} |
| –                                                   | {\displaystyle \nabla \cdot \mathbf {B} =0}             | {\displaystyle \nabla \cdot \mathbf {B} =0}                                             | {\displaystyle \nabla \cdot \mathbf {B} =0}                                                         |

Podstawą elektrodynamiki są równania Maxwella. W próżni {\displaystyle (\varepsilon =1,\mu =1)} rozwiązaniem równań Maxwella jest fala elektromagnetyczna. Rozwiązaniem tych równań jest rozkład pola elektrycznego {\displaystyle \mathbf {E} (\mathbf {x} ,t)} i magnetycznego {\displaystyle \mathbf {B} (\mathbf {x} ,t)} wywołany przez zewnętrzny płynący prąd elektryczny {\displaystyle \mathbf {j} (\mathbf {x} ,t)} i odpowiedni rozkład ładunku elektrycznego {\displaystyle \rho _{e}(\mathbf {x} ,t).} Pola te można opisać za pomocą potencjału skalarnego {\displaystyle \phi } i potencjału wektorowego {\displaystyle \mathbf {A} {:}}
{\displaystyle \mathbf {E} =-\nabla \phi -{\frac {\partial \mathbf {A} }{\partial t}},}
{\displaystyle \mathbf {B} =\nabla \times \mathbf {A} .}
Wielkości te wyznaczają fizyczne pola w sposób niejednoznaczny. Transformacja:
{\displaystyle \mathbf {A} '(\mathbf {r} ,t)=\mathbf {A} (\mathbf {r} ,t)-\nabla f(\mathbf {r} ,t),}
{\displaystyle \phi '(\mathbf {r} ,t)=\phi (\mathbf {r} ,t)+{\frac {\partial f(\mathbf {r} ,t)}{\partial t}},}
gdzie {\displaystyle f(\mathbf {r} ,t)} jest dowolnym polem skalarnym, nazywana transformacją cechowania nie zmienia wartości pól fizycznych {\displaystyle \mathbf {E} (\mathbf {x} ,t)} i {\displaystyle \mathbf {B} (\mathbf {x} ,t).} Zbiór transformacji cechowań {\displaystyle \exp(if(\mathbf {x} ,t))} tworzy lokalną grupę cechowań U(1). Lokalność oznacza, że element grupy jest dowolną funkcją punktu w czasoprzestrzeni {\displaystyle (\mathbf {x} ,t).} Grupa cechowania U(1) jest symetrią elektrodynamiki. Na mocy twierdzenia Noether z symetrii tej wynika prawo zachowania ładunku elektrycznego. Następną konsekwencja tej symetrii jest bezmasowość fotonu. Zerowa masa fotonu oznacza, że prędkość światła w próżni jest fundamentalną stałą przyrody c. Następną konsekwencją tej symetrii jest daleki zasięg oddziaływania elektromagnetycznego (dla cząstki punktowej o ładunku elementarnym e, φ ~ 1/r). Dzięki temu możemy oglądać odległe galaktyki.
Na cząstkę o ładunku elektrycznym {\displaystyle \mathbf {q} } poruszającą się w polu elektromagnetycznym działa siła zwana siłą Lorentza opisującą oddziaływanie ładunku z polem elektrycznym i magnetycznym.
{\displaystyle \mathbf {F} =q(\mathbf {E} +\mathbf {v} \times \mathbf {B} ).}
Pole elektromagnetyczne niesie energię, pęd i moment pędu:
{\displaystyle E_{el}=\int d^{3}r\epsilon _{el},\quad P_{el}=\int d^{3}r\pi _{el},\quad L_{el}=\int d^{3}r\lambda _{el},}
gdzie:
{\displaystyle \epsilon _{el}={\frac {1}{2}}(\mathbf {E} \mathbf {D} +\mathbf {B} \mathbf {H} )}
jest gęstością energii pola elektromagnetycznego, a
{\displaystyle \pi _{el}=(\mathbf {D} \times \mathbf {B} )=\epsilon _{0}\mu _{0}\mathbf {S} }
jest gęstością pędu pola elektromagnetycznego ({\displaystyle \mathbf {S} =\mathbf {E} \times \mathbf {H} } jest wektorem Poyntinga). Gęstość momentu pędu pola elektromagnetycznego to: {\displaystyle \lambda _{el}=\mathbf {r} \times \mathbf {\pi _{el}} .} Wzory te nie są prawdziwe dla małych porcji pola elektromagnetycznego (efekt fotoelektryczny) co doprowadziło do powstania mechaniki kwantowej.
Pierwotnie elektryczność i magnetyzm uważano za odrębne, niezwiązane z sobą zjawiska fizyczne. W 1820 roku Oersted odkrył, że prąd elektryczny może wywołać pojawienie się pola magnetycznego, a w 1831 Faraday zauważył, że poruszający się magnes wywołuje prąd elektryczny w przewodniku. Unifikacji elektryczności i magnetyzmu dokonał James Clerk Maxwell w 1856 roku. Konsekwencją tej unifikacji było przewidzenie przez Maxwella istnienia fal elektromagnetycznych, potwierdzonego doświadczalnie w roku 1888 przez Hertza. Te odkrycia pozwoliły połączyć teorię elektryczności, magnetyzmu i optykę w jednolitą teorię elektrodynamiki.
Kwantowa wersja elektrodynamiki – elektrodynamika kwantowa jest najbardziej dokładną teorią fizyczną. Elektrodynamika jest podstawą teoretyczną współczesnego postępu technicznego.